# Blade (seriefigur)
Blade (Eric Brooks) är en superhjälte och vampyrjägare som förekommer i Marvel Comics, skapad av Marv Wolfman och Gene Colan. Hans första medverkan var i serietidningen The Tomb of Dracula #10 (juli 1973).

## Fiktiv historia
Blade föddes i en bordell i Soho, London någon gång i slutet av 1800-talet. Blades mor, Tara Brooks, var prostituerad på Madame Vanitys bordell. När hans mamma haft svåra komplikationer under förlossningen tillkallades en läkare, som i verkligheten var Deacon Frost. Han var en vampyr som livnärde sig på henne under Blade födelse och dödade henne. Men detta gick oavsiktligt längs vissa enzymer i sitt eget blod till barnet. Detta resulterade i att Blade fick kvasivampyriska förmågor, bland annat en mycket längre livslängd och förmåga att känna av övernaturliga varelser, liksom en immunitet till slutförd vampyrism. Brooks prostitutkamrater drev iväg Frost innan han kunde döda barnet också.
Blade växte upp som boende på Madame Vanitys. Vid nio års ålder kom han hem från skolan och fick se en gammal man attackeras av tre vampyrer. Blade hjälpte den gamle mannen, som använde en svart käpp för att döda vampyrer och bekämpa angriparna. Mannen var Jamal Afari, en jazztrumpetare och vampyrjägare som sedan flyttade in Madame Vanitys och utbildade den unge Blade i både musik och bekämpning. Blade kunde snart besegra många av de svaga, yngre vampyrer som han och Afari fann i överflöd. Blade blev en idrottsman på olympisk nivå och en formidabel slagskämpe, med kompetens inom eggvapen som knivar och dolkar.
Blades segrar gjorde honom kaxig. Han blev medlem i ett gatugäng, Bloodshadows, som leddes av en mycket äldre och mer kraftfull vampyr än någon Blade hade mött förut, vid namn Lamia. Blade besegrade knappt Lamia, och därigenom förlorade han sin flickvän Glory. Tragedin lämnade honom dock mer beslutsam än någonsin att ägna sitt liv åt den fullständiga utrotningen av vampyrer.
Afari föll senare själv offer för Dracula i den första striden mellan Dracula och Blade. Blade dödade Afari, som hade blivit vampyr, och spårade Dracula tillbaka till Europa, Anatolien och Asien. Blade angrep honom flera gånger, men lyckades inte förinta honom. I Kina gick Blade med i Ogun Strongs vampyrjägare, vilket inkluderade Azu, Orji och Musenda. Tillsammans satsade de på Dracula igen. Dracula överlevde och dödade alla jägare utom Blade och Musenda (som slutligen avgick från vampyrjakt). Orji hade skapat ett bestående intryck hos Blade genom sin användning av träpålar att bekämpa vampyrer, vilket ledde till Blade antog vapnet som sitt bästa vapen. Trots tyngden av sorg för hans fallna kamrater återupptog Blade sin strävan ensam.

## I andra medier

### Television
- Spindelmannen (TV-serie, 1994)
- Blade: The Series
- I en japansk anime med premiär 2011

### Filmer
- Blade
- Blade II
- Blade: Trinity

### TV-spel
- Blade är tillgänglig i Blade (till PlayStation) och  Blade II (till PlayStation 2 och Xbox). Ett Game Boy Color-spel fick också titeln Blade.
- Blade är en upplåsbar karaktär i actionspelet Marvel: Ultimate Alliance, med röst av Khary Payton.
- Blade är en upplåsbar karaktär i det filmbaserade Ghost Rider-spelet, med röst av Fred Tatasciore. Han blir upplåst efter att spelet blivit avklarat på svårighetsgraden "forgiving".
- Khary Payton gör även rösten till Blade i Spider-Man: Friend or Foe. Han syns i en dräkt som liknar den i Blade: The Series. Spindelmannen möter honom i Stokerstov i Transsylvanien, där de decimerar P.H.A.N.T.O.M.-trupperna. Efter att ha enat sig med Spindelmannen berättar Blade för honom att Venom vaktar Meteor Shard.
- Blade dyker upp i PS2, PSP och Wii-versionerna av Marvel: Ultimate Alliance 2, åter med röst av Khary Payton.
- Blade fanns Marvel Super Hero Squad Online 2011-2017.
- Blade dyker upp i TV-spelet Marvel Pinball till Xbox360 och PS3.
- Blade dyker upp i Marvel vs. Capcom 3: Fate of Two Worlds i Jill Valentines avslutning, där han slår sig samman med henne mot en armé av monster.

### Actionfigurer
- Blade är den sjätte samlingsbara figuren i Classic Marvel Figurine Collection.
- Blade figurerar i den femte serien av Marvel Legends-series, baserat på filmen.

### Böcker
- Blade visas kort i Anno Dracula-serien "Andy Warhols Dracula: Anno Dracula 1978-1979".